# 遏必隆
遏必隆（转写：Ebilun；1610年代—1673年），或作鄂必隆，钮祜禄氏，满洲镶黄旗人，后金开国五大臣额亦都之第16子，遏必隆母親为清太祖庶女穆库什，因此亦為努爾哈赤的外孫。清初大臣，曾為康熙帝的輔政大臣之一。

## 生平
天聪八年（1634年），以額亦都子遏必隆襲一等子爵昂邦章京職，代替其父之功，准世襲罔替。授頭等侍卫，管勋旧滿洲镶黄旗佐领。
后因罪，革遏必隆所襲其父昂邦章京世職。
崇德六年（1641年），随清太宗进攻明朝，以战功得优赉。七年（1642年），从奉命大将军阿巴泰入长城，攻克蓟州；再进山东，攻夏津，以头功授騎都尉世职。
顺治二年（1645年），随顺承郡王勒克德浑于武昌之役，追剿李自成之侄李锦，晋封二等甲喇章京。
顺治八年（1651年），清世祖親政，遏必隆訟冤，詔復職。以所袭其兄图尔格二等公爵令并袭一等公。不久，授议政大臣、鑾儀衛掌衛事(總理鑾儀衛事內大臣)、領侍衛內大臣等，顺治十四年（1657年），加少保兼太子太保，尋加少傅兼太子太傅。
顺治十八年（1661年），与索尼、鳌拜、蘇克薩哈三人并受顺治帝遗诏为四大辅政大臣。
康熙六年（1667年），皇帝亲政之後，特封一等公加太师。适逢鳌拜独断专行，屡次矫诏诛杀大臣。遏必隆身为顾命大臣却选择明哲保身，不加阻止也未曾弹劾。
康熙八年（1669年）五月，康熙帝命嚴加惩處鳌拜及其黨羽與遏必隆，議他們的罪。康亲王杰书等人遵旨勘問，以大清律例十二项罪責議處遏必隆。
康熙九年（1670年）正月十九日，康熙帝又念遏必隆受清世祖顾命為四大輔政大臣，而且又是后金開國五大臣額亦都之子，命仍以一等公品級宿卫内廷。
康熙十二年（1673年），遏必隆病重，康熙帝車駕親臨慰問。是年病逝，谥號「恪僖」。
康熙五十一年（1712年），康熙帝以遏必隆初襲額亦都世職，命其子尹德襲一等精奇尼哈番。

## 遏必隆刀
此腰刀以遏必隆其人而得名。鞘长94cm，刀长60cm，相傳本為遏必隆所用之指揮刀，死后，刀入皇宫。经略大学士傅恒征大金川、大学士赛尚阿讨太平天国，曾分别被乾隆帝和咸丰帝钦赐遏必隆刀，所以刀的一面刻有“遏必隆玲珑刀一，乾隆十三年赐经略大学士公傅恒平定金川用过”，另一面则有“咸丰”印一方和“神锋握胜”四字。
乾隆十四年（1749年），遏必隆之孫訥親被押解回京，命以其祖遏必隆之遺刀，將其處斬，以懲其軍誤大小金川之役戰敗。

## 家庭
- 妻妾，家谱记录四人[4]:235—236
  - 元配，爱新觉罗氏（英亲王阿濟格第一女），受封郡主，天聪九年成婚，崇德八年病故。
  - 继妻，爱新觉罗氏（颖毅亲王萨哈璘之女），可能在康熙六年病故。
  - 继妻，巴雅拉氏，正白旗满洲人，生一子一女[4]:236。
  - 侧室，舒舒觉罗氏，生四子二女[4]:249。
- 儿子，至少有七子[4]:236
  - 长子：色亮，少选三等侍卫，早卒。
  - 次子：早卒。
  - 三子：法喀，母舒舒觉罗氏，继妻为孝誠仁皇后胞妹，曾襲一等公，後被奪爵。
  - 四子：颜珠，母舒舒觉罗氏，生于康熙四年，妻為佟國維之女，孝懿仁皇后之妹。任一等侍卫，卒于三十五年。
  - 五子：富保，母舒舒觉罗氏。
  - 六子：尹德，或作音德、殷德，母舒舒觉罗氏，一等公，孙女为乾隆帝顺贵人，曾孫女為道光帝孝穆成皇后。
  - 七子：阿靈阿，一等公，母巴雅拉氏[4]:236，妻子为孝恭仁皇后胞妹，女為果郡王允禮嫡福晉，曾孫女為乾隆帝誠嬪。康熙五十五年卒。
- 女儿，至少有七女[4]:236，249，278—279
  - 长女，巴林蒙古王扎什福晋
  - 次女，孝昭仁皇后，母舒舒觉罗氏，康熙帝第二位皇后，康熙十七年二月二十六日薨，年二十五歲。
  - 三女，温僖贵妃，母舒舒觉罗氏，康熙帝妃嬪，皇十子胤䄉生母。
  - 四女，母巴雅拉氏，清太宗孙、高塞子、不入八分辅国公云升继妻
  - 五女，镶白旗蒙古一等子阿玉什之妻
  - 某女，格格钮祜禄氏，康熙十年，与安嫔等人同时进宫。因“甚是年幼”，需乳母入宫一年或三年陪伴[4]:279。
  - 某女，褚英玄孙、奉恩辅国公普昌嫡夫人[4]:236

## 备注
1. 1 2  母亲穆库什在1613年的乌拉城之战之后再婚其父额亦都。父亲逝世于1621年。遏必隆有一位早夭的同母弟弟。故他生于1613年至1620年之间。
2. ↑  滿語意思是“瘦弱的”“单弱的”。

## 延伸阅读
[在维基数据编辑]
 《清史稿·卷249》，出自趙爾巽《清史稿》